# Rhytiphora arctos
Rhytiphora arctos là một loài bọ cánh cứng trong họ Cerambycidae.